# Deelemania
Deelemania là một chi nhện trong họ Linyphiidae.